# Space 2063
Space 2063 (Space: Above and Beyond) est une série télévisée américaine de science-fiction en 24 épisodes de 45 minutes, créée par Glen Morgan et James Wong et diffusée du 24 septembre 1995 au 2 juin 1996 sur le réseau FOX.
En France, la série a été diffusée du 7 octobre 1996 au 2 janvier 1997 sur M6, et au Québec à partir de février 2000 sur Ztélé.
La série a été créée en parallèle avec le long métrage Starship Troopers de Paul Verhoeven. Non pour faire suite à celui-ci, mais pour amortir le coût des effets spéciaux, qui ont très visiblement été repris dans cette série. La série, et le film sont tous deux inspirés du roman Étoiles, garde-à-vous ! (Starship Troopers) de l'auteur américain de science-fiction Robert A. Heinlein. Un livre écrit par Peter Telep en a été tiré.
Originellement prévue pour plusieurs saisons, la série été annulée du fait d'un taux d'audience jugé trop faible.

## Synopsis
Nous sommes en 2063. Après 50 ans d'exploration spatiale, la race humaine pense qu'elle est seule dans l'univers. Tout bascule lorsqu'on apprend qu'un avant-poste à 16 années-lumière de la Terre est attaqué par une civilisation extra-terrestre. Dès lors, des nouvelles jeunes recrues du corps des Marines des États-Unis (les cartes gagnantes) sont envoyées dans l'espace pour contrer cette menace. Poussés dans une guerre interstellaire, ces pilotes non expérimentés au combat se trouvent soudainement en première ligne pour protéger la Terre et sauver l'humanité de l'extermination.

## Accroche
« Nous pensions que nous étions seuls, que l'univers nous appartenait, jusqu'à cette nuit de 2063, où, sur une colonie à seize années lumière de la terre, ils nous ont attaqués. Et maintenant, c'est la guerre ! Mon nom est Lieutenant-colonel T.C McQueen. Je suis un In-Vitro, une forme de vie artificiellement créée. Je commande un escadron du 58e corps de marines. On nous appelle les cartes gagnantes. Nous combattons en mer, sur terre et dans l'espace lorsqu'on nous appelle. Perdre cette guerre signifie plus que la défaite ; se rendre c'est ne pas pouvoir rentrer à la maison. Nous devons tous répondre à l'appel ! Vers l'au-delà. »
« We thought we were alone. We believed the universe was ours. Until one night in 2063, on an Earth colony 16 light years away, they struck. And now we're at war. My name is Lieutenant Colonel T.C. McQueen. I'm an In-Vitro, a race of artificially gestated lifeforms. I command a Marine Corps Squadron; the 58th. They call us the Wild Cards. We fight when called. In space, on land, and at sea. To lose this war means more than defeat; to surrender is to never go home. All of us must rise to the call… Above and Beyond. »

## Distribution
- Morgan Weisser (VF : Thierry Bourdon) : Nathan West
- Kristen Cloke (VF : Isabelle Ganz) : Shane Vansen
- Rodney Rowland (VF : Philippe Bozo) : Cooper Hawkes
- Lanei Chapman (VF : Dominique Chauby) : Vanessa Damphousse
- Joel de la Fuente (VF : Xavier Béja) : Paul Wang
- James Morrison (VF : Hervé Jolly) : Colonel McQueen
- Tucker Smallwood (VF : Gérard Laureau) : Commodore Glenn Van Ross
- R. Lee Ermey : sergent-major Frank Bougus

## Fiche technique
- Réalisateurs: David Nutter, Charles Martin Smith, Stephen Cragg (tr), Charles Martin Smith, Felix Alcala, Michael Katelman, Thomas J. Wright, Tucker Gates, Winrich Kolbe, James Charleston, Henri Safran, Stephen Posey, Jesus Trevino, Vern Gillum
- Scénaristes: Glen Morgan & James Wong, Stephen Zito, Marilyn Osborne, Peyton Webb, Doc Johnson, Matt Kiene & Joe Reinkemeyer, Richard Whitley, Jule Selbo, Howard Grigsby
- Producteurs exécutifs: Michael Lake (Pilote), Glen Morgan, James Wong
- Musique: Shirley Walker, Kristopher Carter
- Directeur de la photo: David Eggby (pilote), Gordon Lonsdale, Anthony R. Palmieri
- Direction artistique: Thomas P. Wilkins
- Effets spéciaux: Glenn Campbell (superviseur), Brian Cox, Greg C. Jensen, Matt Merkovich, Lee Stranahan
- Production: Fox Television, Hard Eight Pictures, Inc., Hard Eight Productions
- Distribution: 20th Century Fox Film Corporation, États-Unis

## Épisodes
| N° | Titre                                                            | Réalisation                 | Scénario                       | Première diffusion | Diffusion française |
| -- | ---------------------------------------------------------------- | --------------------------- | ------------------------------ | ------------------ | ------------------- |
| 01 | Épisode pilote : Partie 1 Pilot: Part 1                          | David Nutter                | Glen Morgan et James Wong      | 24 septembre 1995  | 7 octobre 1996      |
| 02 | Épisode pilote : Partie 2 Pilot: Part 2                          | David Nutter                | Glen Morgan et James Wong      | 24 septembre 1995  | 7 octobre 1996      |
| 03 | Cavalier seul The Farthest Man from Home                         | David Nutter                | Glen Morgan et James Wong      | 1er octobre 1995   | 9 octobre 1996      |
| 04 | La Face cachée du soleil Dark Side of the Sun                    | Charles Martin Smith        | Glen Morgan et James Wong      | 8 octobre 1995     | 10 octobre 1996     |
| 05 | Mutinerie Mutiny                                                 | Stephen Cragg (en)          | Stephen Zito                   | 15 octobre 1995    | 11 octobre 1996     |
| 06 | Un colonel venu d'ailleurs Ray Butts                             | Charles Martin Smith        | Glen Morgan et James Wong      | 22 octobre 1995    | 14 octobre 1996     |
| 07 | Le Complot Eyes                                                  | Félix Alcalá                | Glen Morgan et James Wong      | 29 octobre 1995    | 15 octobre 1996     |
| 08 | L'Ennemi The Enemy                                               | Michael Katleman (en)       | Marilyn Osborn (en)            | 5 novembre 1995    | 16 octobre 1996     |
| 09 | Le Cheval de Troie : Partie 1 Hostile Visit                      | Thomas J. Wright            | Peyton Webb                    | 19 novembre 1995   | 17 octobre 1996     |
| 10 | Le Cheval de Troie : Partie 2 Choice or Chance                   | Félix Alcalá                | Doc Johnson                    | 26 novembre 1995   | 18 octobre 1996     |
| 11 | Reste chez les morts Stay with the Dead                          | Thomas J. Wright            | Matt Kiene et Joe Reinkenmeyer | 3 décembre 1995    | 2 janvier 1997      |
| 12 | Une rivière d'étoiles River of Stars                             | Tucker Gates                | Marilyn Osborn                 | 17 décembre 1995   | 21 octobre 1996     |
| 13 | Qui pilote les oiseaux ? Who Monitors the Birds                  | Winrich Kolbe               | Glen Morgan et James Wong      | 7 janvier 1996     | 24 octobre 1996     |
| 14 | Cas de force majeure Level of Necessity                          | Thomas J. Wright            | Matt Kiene et Joe Reinkenmeyer | 14 janvier 1996    | 25 octobre 1996     |
| 15 | Abandonne tout espoir : Partie 1 Never No More                   | James Charleston            | Glen Morgan et James Wong      | 4 février 1996     | 22 octobre 1996     |
| 16 | Abandonne tout espoir : Partie 2 The Angriest Angel              | Henri Safran                | Glen Morgan et James Wong      | 11 février 1996    | 23 octobre 1996     |
| 17 | Soldats en herbe Toy Soldiers                                    | Stephen Posey               | Marilyn Osborn                 | 18 février 1996    | 28 octobre 1996     |
| 18 | Très chère Terre Dear Earth                                      | Winrich Kolbe               | Richard Whitley                | 3 mars 1996        | 29 octobre 1996     |
| 19 | Pearly                                                           | Charles Martin Smith        | Richard Whitley                | 24 mars 1996       | 30 octobre 1996     |
| 20 | La Permission R&R                                                | Thomas J. Wright            | Jule Selbo                     | 12 avril 1996      | 31 octobre 1996     |
| 21 | Poussière d'étoile Stardust                                      | Jesús Salvador Treviño (en) | Howard Grigsby                 | 19 avril 1996      | 5 novembre 1996     |
| 22 | Désinformation Sugar Dirt                                        | Thomas J. Wright            | Matt Kiene et Joe Reinkenmeyer | 20 avril 1996      | 4 novembre 1996     |
| 23 | L'Ennemi sans visage : Partie 1 And If They Lay Us Down to Rest… | Vern Gillum                 | Glen Morgan et James Wong      | 26 mai 1996        | 6 novembre 1996     |
| 24 | L'Ennemi sans visage : Partie 2 …Tell Our Moms We Done Our Best  | Thomas J. Wright            | Glen Morgan et James Wong      | 2 juin 1996        | 7 novembre 1996     |

## DVD
États-Unis :
- L'intégrale de la série est sortie le 8 novembre 2005 dans un coffret 5 DVD double face. L'audio est en anglais, français et espagnol avec sous-titres anglais et espagnol. Aucun supplément n'est présent. Les 23 épisodes (Incluant le pilote) sont au format plein écran. Les copies ont été restaurées. (ASIN B000BCCAEQ).

 Royaume-Uni :
- Space Above and Beyond collector's edition est sortie le 30 avril 2012 chez Freemantle Home Entertainment dans un coffret 6 DVD L'audio est uniquement en anglais sans sous-titres. de nombreux suppléments sont présents sur la production : Making of (45 min), commentaires audio, scènes coupées, story board, interviews des acteurs, annonces publicitaires et encore bien d'autres choses. Les copies sont restaurées au format plein écran comme l'édition américaine. (ASIN B007CXRFCY).

 Allemagne :
- Space 2063 Die Komplette Serie est sortie le 5 décembre 2011 chez KSM GmbH dans un coffret 6 DVD. L'audio est en anglais et allemand sans sous-titres. Comme les éditions anglaises et américaines, le format d'image est en 4/3 plein écran. Pas de suppléments sur les coulisses de la série. (ASIN B005775MQS).